# جون ماريانو
جون ماريانو (بالإنجليزية: John Mariano)‏ هو ممثل أمريكي، ولد في 5 أغسطس 1960 في الولايات المتحدة.

## وصلات خارجية
- جون ماريانو على موقع IMDb (الإنجليزية)
- جون ماريانو على موقع قاعدة بيانات الفيلم (الإنجليزية)